# Рудник Лост Блю Бакет

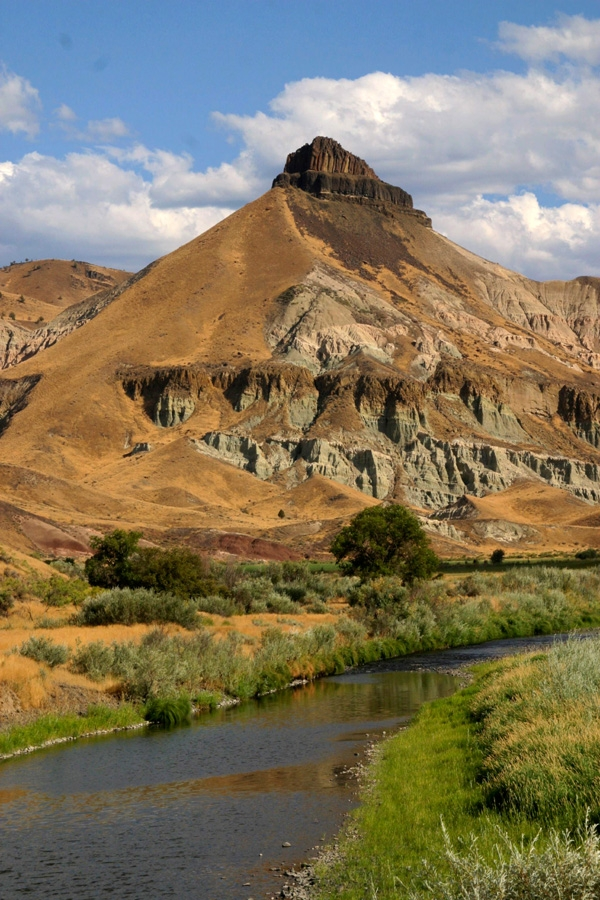
Река Джон-Дей протекает мимо Шип-Рок в Национальном памятнике окаменелостей Джон-Дей; считается, что шахта находится недалеко от реки Джон-Дэй.

Затерянный рудник «Блю Бакет» — это затерянный рудник, который, как считается, находится на тропе «Мик-Поинт-Трейн» между современными городами Вейл и Даллас в Орегоне, США. Этот рудник был найден в 1845 году, за несколько лет до начала золотой лихорадки в Калифорнии, которая длилась с 1848 по 1855 год.

## Легенда

### Пункты соглашения
Различные версии легенды сходятся в нескольких ключевых моментах:
- 1. Потерявшиеся в пути эмигранты, направлявшиеся в Орегон, обнаружили шахту летом 1845 года.
- 2. Месторождение представляет собой россыпь золота в сухом русле реки или каньоне.
- 3. Дно каньона покрыто лавой с углублениями и выбоинами.

### Версии легенды
По одной из гипотез, группа путешественников сбилась с пути на перевале Мик, расположенном на Орегонской тропе, неподалёку от реки Малер. Трое молодых людей (или, по другой версии, это были юноши или девушка) отправились за водой и по пути положили несколько блестящих камней в синее ведро. Старшие члены группы предположили, что это медь. Кто-то спросил: «Много ли там было?» Один из них ответил: «Мы могли бы наполнить одно из этих синих вёдер». Это произошло в 1845 году, до начала Калифорнийской золотой лихорадки, когда многие люди не могли отличить золото от других металлов. Миссис Фишер оставила себе один самородок, а остальные выбросила.В октябре 1845 года повозки наконец достигли места, где сейчас находится Даллес. В результате самородок оказался золотым.
По другой версии, когда группа Стивена Мика остановилась на тропе в современном округе Крук недалеко от Беар-Крик, дети отправились за водой, оставив лагерь. Вернувшись, они принесли с собой синее ведро, наполненное сверкающими камнями. Один из старожилов сказал, что камни были медными. Однако одна из семей решила сохранить несколько камней на память. Спустя годы, когда семья переехала в Калифорнию, они нашли эти камни в ящике комода. К тому времени уже началась Калифорнийская золотая лихорадка, и люди знали, что эти камни на самом деле были золотыми. Однако никто не мог вспомнить, где именно они были найдены.

## Результаты
История стала причиной золотой лихорадки в районе современного города Бейкер-Сити.

## Текущее состояние
Если шахта и существовала, то её местонахождение остаётся неизвестным. Площадь территории, на которой она предположительно могла находиться, составляет около 100 000 квадратных километров (40 000 квадратных миль). По одной из версий, шахта могла располагаться на притоке реки Джон-Дэй, а по другой — на притоке Медвежьего ручья реки Крукед. В США есть три настоящих шахты под названием «Синее ведро», в том числе одна в округе Грант. Однако они не имеют отношения к потерянной шахте.

## Книги
- Hoffman, Charles. The Search for Oregon's Lost Blue Bucket Mine: The Stephen Meek Wagon Train of 1845 : An Oregon Documentary / Charles Hoffman, Bert Webber. — 1992.
- Horner, John B. Oregon: Her History, Her Great Men, Her Literature. — 1919.